# Jean-Michel Poulet
Pour les articles homonymes, voir Poulet (homonymie).
Jean-Michel Poulet, né le 14 juin 1963, est le parachutiste français le plus titré du parachutisme, 12 titres mondiaux , deux records du monde.

## Carrière
Il débute le parachutisme en 1984. Il est auteur de 12000 sauts et capitaine de l'équipe de France championne du monde de 8 vitesse en 1996, 1998, 2000, 2001 et 2003 et de 4-séquence en 1992, 1994, 1996, 1998, 2000 et 2003,2012. Il devient ensuite directeur technique national de la Fédération française de parachutisme.
Le 14 juillet 2012, il effectue un saut dans le cadre du défilé du 14 juillet sur les Champs-Élysées ; il se brise la jambe en atterrissant.
Le 5 décembre 2017, il reçoit le titre de Gloire du sport.